# Represa de Inguri
A represa de Inguri é uma represa hidrelétrica no rio Inguri, na Geórgia. A construção da represa foi completada em 1980, pelo governo da então República Socialista Soviética da Geórgia (uma república da URSS) e, com 272 metros de altura, é a mais alta represa em arco do mundo. Está localizada ao norte da cidade de Djvari.